# Olpitrichum tenellum
Olpitrichum tenellum är en svampart som först beskrevs av Berk. & M.A. Curtis, och fick sitt nu gällande namn av Hol.-Jech. 1975. Olpitrichum tenellum ingår i släktet Olpitrichum, divisionen sporsäcksvampar och riket svampar.   Inga underarter finns listade i Catalogue of Life.